# Detlef Engel
Pour les articles homonymes, voir Engel.
Detlef Engel, né le 13 janvier 1940 à Berlin et mort le 14 janvier 2023, est un chanteur allemand.

## Biographie
Detlef Engel est le fils du xylophoniste Kurt Engel. Son père lui fait étudier le piano et la théorie de la composition et l'envoie suivre des cours de chant avec la chanteuse de Wagner Elsa Varena, aussi la professeur de René Kollo. Detlef Engel préfère le rock'n'roll et Elvis Presley. En 1958, Bertelsmann Schallplattenring fait son premier enregistrement, faisant suite au succès de Peter Kraus, Sugar Baby.
Quand Engel cesse d'étudier la musique après quatre semestres, son père le recommande à Werner Müller, le chef de l'orchestre du RIAS. Müller est également producteur chez Teldec (Telefunken-Decca), où l'artiste prometteur reçoit un contrat d'enregistrement en 1959. La maison de disques veut faire de lui le Ricky Nelson allemand. La même année, la reprise des Fleetwoods, Mr. Blue, est un franc succès.
Engel fait de nombreuses tournées, apparaît à la télévision et a des rôles dans des films, comme Schlagerparade 1960 et Das Rätsel der grünen Spinne, films de Franz Marischka sortis en 1960. En 1961, avec la chanson Nach Mitternacht, il prend part au concours de sélection allemand pour le Concours Eurovision de la Chanson et perd. Selon le contrat, Telefunken produit quatre disques par an avec Detlef Engel, mais aucun n'atteint le top 10. En revanche, les six disques en duo avec Gerd Böttcher, publiés sur le label Teldec depuis 1961, ont plus de succès. Le titre Weil du meine große Liebe bist, d'après la chanson folklorique napolitaine Santa Lucia, est à la huitième place du classement.
Au début du beat, la carrière musicale de Detlef Engels s'achève, à l’exception de deux publications parues en 1966 et 1972. Il se marie et commence à travailler pour la Berliner Wasserwerke. Sans succès, il sort dans la première moitié des années 1980, son dernier single sous le slogan Mister Blue ist wieder da. Dans le cadre de la renaissance du rock'n'roll dans les années 1980 et 1990, une grande partie des enregistrements de Detlef Engel chez Teldec sont réédités.

## Discographie
| Date     | Titre | Classement | Label / Numéro          |
| Date     | Titre | DE         | Label / Numéro          |
| -------- | --- | ---------- | ----------------------- |
| 6/1959   | Komm zu mir, Darling (Come Softly To Me) Alle Twens geh’n heut’ tanzen (Medal of Honor)                                                                  | -          | Telefunken U 55 155     |
| 8/1959   | Good Night (A Girl Without A Boy) Ist das Liebe oder nicht? (This Is Real)                                                                               | 54         | Telefunken U 55 172     |
| 11/1959  | Laß mich heute nicht allein (Are You Really Mine?) Du, du bist ja so schön (Sweeter Than You)                                                            | -          | Telefunken U 55 191     |
| 12/1959  | Mister Blue Junges Glück | 7          | Telefunken U 55 208     |
| 2/1960   | Zeig’ mir bei Nacht die Sterne (Let It Be Me) Wenn du nicht bei mir bist (Take Another Step)                                                             | 39         | Telefunken U 55 227     |
| 6/1960   | Oh, I Love You (Never Let Me Go) Sweety-Sleepy-Melody | -          | Telefunken U 55 259     |
| 11/1960  | Träumen (immer nur träumen) (Dreamin’) Vier kleine Schuhe (Four Little Heels)                                                                            | 47         | Telefunken U 55 276     |
| 2/1961   | Ich bin nicht so – wie alle andern Si-Si-Si! (Sing) | -          | Telefunken U 55 306     |
| 6/1961   | Weil du meine große Liebe bist (Santa Lucia) (avec Gerd Böttcher) Heim, heim möcht’ ich ziehn (Home On The Range) (avec Gerd Böttcher)                   | 8          | Decca D 19 231          |
| 8/1961   | Ein Engel ohne Flügel (I Can See An Angel) Denn Liebe war es nie (Tragedy)                                                                               | 18         | Telefunken U 55 342     |
| 8/1961   | Oh Billy Billy Black (The Third Man Theme) (avec Gerd Böttcher) Über die Prärie (Indian Love Call) (avec Gerd Böttcher)                                  | 11         | Decca D 19 240          |
| 10/1961  | Geh’n wir (Walkin’) So klar wie die Sterne (Lovelight)                                                                                                   | -          | Telefunken U 55 380     |
| 1/1962   | Rock-A-Hula-Baby (Rock A Hula Baby) (avec Gerd Böttcher) In der Twist-Spelunke von Mac Miller (avec Gerd Böttcher)                                       | 32         | Decca D 19 279          |
| 3/1962   | Schenk’ mir doch ein Bild von dir Trompeten Ballade | -          | Telefunken U 55 423     |
| 5/1962   | Ich kenn’ die Straßen der weiten Welt (Tall Talk Stranger) (avec Gerd Böttcher) Denn mein Zuhause, das bist du (Crying In The Rain) (avec Gerd Böttcher) | -          | Decca D 19 356          |
| 8/1962   | Isabella (Young World) Bitte, gib mir einen Kuß | -          | Telefunken U 55 453     |
| 11/1962  | Ich such’ ein Herz (Teenage Idol) Wär nur nicht der and’re gekommen                                                                                      | -          | Telefunken U 55 474     |
| 1/1963   | Sailor Boy (avec Gerd Böttcher) Zwei Caballeros (avec Gerd Böttcher)                                                                                     | -          | Decca D 19 412          |
| 4/1963   | Rote Rosen (Bossa Nova (My Heart Said)) Himalaja (Let’s Do The Limbo)                                                                                    | 35         | Telefunken U 55 704     |
| 8/1963   | Mein Herz schlägt nur für Susi Das ist leicht gesagt (Easier Said Than Done)                                                                             | 30         | Telefunken U 55 723     |
| 11/1963  | Locomotion Made In Germany Lets Go – O.K. | -          | Telefunken U 55 746     |
| 3/1964   | Hey hey – du bist okay (What Do You Say?) Oh no (Oh, No)                                                                                                 | -          | Telefunken U 55 767     |
| 7/1964   | Stern von Samoa (avec Gerd Böttcher) Eine Welt ohne Liebe (A World Without Love) (avec Gerd Böttcher)                                                    | -          | Decca D 19 603          |
| 8/1964   | Daisy Küssen ist schön | -          | Telefunken U 55 804     |
| 1966     | Es war ein Montagmorgen Liebe mit dir | -          | CCA 5016                |
| 1968     | Nur ein kleines Lächeln (Inge Larsen: Wer weiß Antwort?)                                                                                                 | -          | CCA 5061                |
| ca. 1984 | Ich bin so einsam und allein (Just Call Me Lonesome) Gib mir die Freiheit (O sole mio)                                                                   | -          | Remember Records RR 001 |

## Source de la traduction
- (de) Cet article est partiellement ou en totalité issu de l’article de Wikipédia en allemand intitulé « Detlef Engel » (voir la liste des auteurs).